# Shopaholic! in alle staten
Shopaholic in alle Staten is het tweede deel uit de Shopaholic-reeks, geschreven door Sophie Kinsella.
De delen beschrijven het leven van Becky Bloomwood, die verslaafd is aan winkelen.

## Verhaal
Rebecca Bloomwood vindt het leven heerlijk. Ze heeft inmiddels haar schulden afbetaald en een carrière gemaakt bij de televisie. Haar nieuwe levensmotto is: koop alleen wat je nodig hebt.
Becky is vastbesloten zich aan het motto te houden, hoewel die nieuwe broek noodzaak is en die twee paar schoenen pure overmacht. De rekeningen legt ze in een la, die kloppen toch niet.
Becky heeft ook geen tijd om zich ermee bezig te houden, haar vriend Luke gaat namelijk voor zaken naar de Verenigde Staten, en zij mag mee.
Becky kijkt uit naar hét winkelwalhalla: Fifth Avenue, Saks en Bloomingdale's, overal is het uitverkoop. Maar voordat Becky het door heeft is ze veel te ver gegaan. Haar creditcards worden waardeloos - en haar relatie met Luke ook.
Met een gebroken hart probeert ze te redden wat er te redden valt.